# Омелюстый, Николай Петрович
Никола́й Петро́вич Омелю́стый (1870 — ?) — русский архитектор (гражданский инженер) начала XX века. Работал в неорусском стиле.

## Биография
Николай Омелюстый родился в Полтавской губернии в семье казака. Старший брат Михаил — священник, служил в Ташкенте и Самарканде.
Окончил Институт Гражданских инженеров.[когда?]
В Санкт-Петербурге Омелюстый жил в 1902—1903 годах в доме на Гагаринской, 26 (современный дом появился там позже — в 1904 году); в 1903—1907 — в доме Конюшенного ведомства на набережной Екатериининского канала (ныне — канал Грибоедова), 9; в 1907—1908 годах — на Большой Дворянской (ныне улица Куйбышева), 30.

## Постройки
- Доходный дом Паниных (Лиговский проспект, 196) в Санкт-Петербурге (1902)[6][7]
- 49-й корпус Апраксина двора в Санкт-Петербурге (1904, перестройка)[8]
- Часовня-усыпальница А. Т. Колычева на Богородском кладбище в Москве (1908, авторство под сомнением)[9]
- Старообрядческий Покровский собор в Москве (1908—1910, автор проекта — строительство вёл В. П. Десятов)[10]
- Старообрядческий Покровский собор в Боровске (1909—1912)[11]
- Воскресенский собор в Христорождественском монастыре Твери (1912—1913)[12]
- Часовня при соборе Воскресения Христова в Твери (1913). Разобрана в 1990-х.[13]

Кроме того в справочнике А. М. Гинзбурга и Б. М. Кирикова значится доходный дом по адресу улица Мира, 33, однако на фотографиях ЕИСТ этого дома нет, а в 2000-е участок был застроен.

## Сочинения
- Омелюстый Н. Из чего и как строить дешёвые огнестойкие избы. СПб., 1900[16].